# Danh sách tiểu hành tinh: 8701–8800
| Tên               | Tên đầu tiên | Ngày phát hiện       | Nơi phát hiện     | Người phát hiện                                        |
| ----------------- | ------------ | -------------------- | ----------------- | ------------------------------------------------------ |
| 8701 -            | 1993 LG2     | 15 tháng 6 năm 1993  | Palomar           | H. E. Holt                                             |
| 8702 Nakanishi    | 1993 VX3     | 14 tháng 11 năm 1993 | Nyukasa           | M. Hirasawa, S. Suzuki                                 |
| 8703 Nakanotadao  | 1993 XP1     | 15 tháng 12 năm 1993 | Oizumi            | T. Kobayashi                                           |
| 8704 Sadakane     | 1993 YJ      | 17 tháng 12 năm 1993 | Oizumi            | T. Kobayashi                                           |
| 8705 -            | 1994 AL3     | 8 tháng 1 năm 1994   | Fujieda           | H. Shiozawa, T. Urata                                  |
| 8706 Takeyama     | 1994 CM      | 3 tháng 2 năm 1994   | Oizumi            | T. Kobayashi                                           |
| 8707 Arakihiroshi | 1994 CE2     | 12 tháng 2 năm 1994  | Oizumi            | T. Kobayashi                                           |
| 8708 -            | 1994 DD      | 17 tháng 2 năm 1994  | Kiyosato          | S. Otomo                                               |
| 8709 Kadlu        | 1994 JF1     | 14 tháng 5 năm 1994  | Palomar           | C. S. Shoemaker, E. M. Shoemaker                       |
| 8710 Hawley       | 1994 JK9     | 15 tháng 5 năm 1994  | Palomar           | C. P. de Saint-Aignan                                  |
| 8711 -            | 1994 LL      | 5 tháng 6 năm 1994   | Catalina Station  | C. W. Hergenrother                                     |
| 8712 Suzuko       | 1994 TH2     | 2 tháng 10 năm 1994  | Kitami            | K. Endate, K. Watanabe                                 |
| 8713 Azusa        | 1995 BT2     | 26 tháng 1 năm 1995  | Kitami            | K. Endate, K. Watanabe                                 |
| 8714 -            | 1995 OT      | 24 tháng 7 năm 1995  | Nachi-Katsuura    | Y. Shimizu, T. Urata                                   |
| 8715 -            | 1995 OX1     | 26 tháng 7 năm 1995  | Nachi-Katsuura    | Y. Shimizu, T. Urata                                   |
| 8716 Ginestra     | 1995 SB2     | 23 tháng 9 năm 1995  | Colleverde        | V. S. Casulli                                          |
| 8717 Richviktorov | 1995 SN29    | 16 tháng 9 năm 1995  | Zelenchukskaya    | T. V. Kryachko                                         |
| 8718 -            | 1995 UC8     | 27 tháng 10 năm 1995 | Nachi-Katsuura    | Y. Shimizu, T. Urata                                   |
| 8719 Vesmír       | 1995 VR      | 11 tháng 11 năm 1995 | Kleť              | Kleť                                                   |
| 8720 Takamizawa   | 1995 WE1     | 16 tháng 11 năm 1995 | Kuma Kogen        | A. Nakamura                                            |
| 8721 AMOS         | 1996 AO3     | 14 tháng 1 năm 1996  | Haleakala         | AMOS                                                   |
| 8722 Schirra      | 1996 QU1     | 19 tháng 8 năm 1996  | Granville         | R. G. Davis                                            |
| 8723 Azumayama    | 1996 SL7     | 23 tháng 9 năm 1996  | Nanyo             | T. Okuni                                               |
| 8724 Junkoehara   | 1996 SK8     | 17 tháng 9 năm 1996  | Kiyosato          | S. Otomo                                               |
| 8725 Keiko        | 1996 TG5     | 5 tháng 10 năm 1996  | Yatsuka           | H. Abe                                                 |
| 8726 Masamotonasu | 1996 VP5     | 14 tháng 11 năm 1996 | Oizumi            | T. Kobayashi                                           |
| 8727 -            | 1996 VZ7     | 3 tháng 11 năm 1996  | Kushiro           | S. Ueda, H. Kaneda                                     |
| 8728 Mimatsu      | 1996 VF9     | 7 tháng 11 năm 1996  | Kitami            | K. Endate, K. Watanabe                                 |
| 8729 Descour      | 1996 VZ12    | 5 tháng 11 năm 1996  | Kitt Peak         | Spacewatch                                             |
| 8730 Iidesan      | 1996 VT30    | 10 tháng 11 năm 1996 | Nanyo             | T. Okuni                                               |
| 8731 Tejima       | 1996 WY      | 19 tháng 11 năm 1996 | Oizumi            | T. Kobayashi                                           |
| 8732 Champion     | 1996 XR25    | 8 tháng 12 năm 1996  | Geisei            | T. Seki                                                |
| 8733 Ohsugi       | 1996 YB1     | 20 tháng 12 năm 1996 | Oizumi            | T. Kobayashi                                           |
| 8734 Warner       | 1997 AA      | 1 tháng 1 năm 1997   | Prescott          | P. G. Comba                                            |
| 8735 Yoshiosakai  | 1997 AA1     | 2 tháng 1 năm 1997   | Oizumi            | T. Kobayashi                                           |
| 8736 Shigehisa    | 1997 AD7     | 9 tháng 1 năm 1997   | Oizumi            | T. Kobayashi                                           |
| 8737 Takehiro     | 1997 AL13    | 11 tháng 1 năm 1997  | Oizumi            | T. Kobayashi                                           |
| 8738 Saji         | 1997 AQ16    | 5 tháng 1 năm 1997   | Saji              | Saji                                                   |
| 8739 Morihisa     | 1997 BE3     | 30 tháng 1 năm 1997  | Oizumi            | T. Kobayashi                                           |
| 8740 Václav       | 1998 AS8     | 12 tháng 1 năm 1998  | Kleť              | M. Tichý, Z. Moravec                                   |
| 8741 Suzukisuzuko | 1998 BR8     | 25 tháng 1 năm 1998  | Oizumi            | T. Kobayashi                                           |
| 8742 Bonazzoli    | 1998 CB2     | 14 tháng 2 năm 1998  | Colleverde        | V. S. Casulli                                          |
| 8743 Kèneke       | 1998 EH12    | 1 tháng 3 năm 1998   | La Silla          | E. W. Elst                                             |
| 8744 Cilla        | 1998 FE59    | 20 tháng 3 năm 1998  | Socorro           | LINEAR                                                 |
| 8745 Delaney      | 1998 FO65    | 20 tháng 3 năm 1998  | Socorro           | LINEAR                                                 |
| 8746 -            | 1998 FL68    | 20 tháng 3 năm 1998  | Socorro           | LINEAR                                                 |
| 8747 Asahi        | 1998 FS73    | 24 tháng 3 năm 1998  | Nanyo             | T. Okuni                                               |
| 8748 -            | 1998 FV113   | 31 tháng 3 năm 1998  | Socorro           | LINEAR                                                 |
| 8749 Beatles      | 1998 GJ10    | 3 tháng 4 năm 1998   | Reedy Creek       | J. Broughton                                           |
| 8750 Nettarufina  | 2197 P-L     | 24 tháng 9 năm 1960  | Palomar           | C. J. van Houten, I. van Houten-Groeneveld, T. Gehrels |
| 8751 Nigricollis  | 2594 P-L     | 24 tháng 9 năm 1960  | Palomar           | C. J. van Houten, I. van Houten-Groeneveld, T. Gehrels |
| 8752 Flammeus     | 2604 P-L     | 24 tháng 9 năm 1960  | Palomar           | C. J. van Houten, I. van Houten-Groeneveld, T. Gehrels |
| 8753 Nycticorax   | 2636 P-L     | 24 tháng 9 năm 1960  | Palomar           | C. J. van Houten, I. van Houten-Groeneveld, T. Gehrels |
| 8754 Leucorodia   | 4521 P-L     | 24 tháng 9 năm 1960  | Palomar           | C. J. van Houten, I. van Houten-Groeneveld, T. Gehrels |
| 8755 Querquedula  | 4586 P-L     | 24 tháng 9 năm 1960  | Palomar           | C. J. van Houten, I. van Houten-Groeneveld, T. Gehrels |
| 8756 Mollissima   | 6588 P-L     | 24 tháng 9 năm 1960  | Palomar           | C. J. van Houten, I. van Houten-Groeneveld, T. Gehrels |
| 8757 Cyaneus      | 6600 P-L     | 24 tháng 9 năm 1960  | Palomar           | C. J. van Houten, I. van Houten-Groeneveld, T. Gehrels |
| 8758 Perdix       | 6683 P-L     | 24 tháng 9 năm 1960  | Palomar           | C. J. van Houten, I. van Houten-Groeneveld, T. Gehrels |
| 8759 Porzana      | 7603 P-L     | 17 tháng 10 năm 1960 | Palomar           | C. J. van Houten, I. van Houten-Groeneveld, T. Gehrels |
| 8760 Crex         | 1081 T-1     | 25 tháng 3 năm 1971  | Palomar           | C. J. van Houten, I. van Houten-Groeneveld, T. Gehrels |
| 8761 Crane        | 1163 T-1     | 25 tháng 3 năm 1971  | Palomar           | C. J. van Houten, I. van Houten-Groeneveld, T. Gehrels |
| 8762 Hiaticula    | 3196 T-1     | 26 tháng 3 năm 1971  | Palomar           | C. J. van Houten, I. van Houten-Groeneveld, T. Gehrels |
| 8763 Pugnax       | 3271 T-1     | 26 tháng 3 năm 1971  | Palomar           | C. J. van Houten, I. van Houten-Groeneveld, T. Gehrels |
| 8764 Gallinago    | 1109 T-2     | 29 tháng 9 năm 1973  | Palomar           | C. J. van Houten, I. van Houten-Groeneveld, T. Gehrels |
| 8765 Limosa       | 1274 T-2     | 29 tháng 9 năm 1973  | Palomar           | C. J. van Houten, I. van Houten-Groeneveld, T. Gehrels |
| 8766 Niger        | 1304 T-2     | 29 tháng 9 năm 1973  | Palomar           | C. J. van Houten, I. van Houten-Groeneveld, T. Gehrels |
| 8767 Commontern   | 1335 T-2     | 29 tháng 9 năm 1973  | Palomar           | C. J. van Houten, I. van Houten-Groeneveld, T. Gehrels |
| 8768 Barnowl      | 2080 T-2     | 29 tháng 9 năm 1973  | Palomar           | C. J. van Houten, I. van Houten-Groeneveld, T. Gehrels |
| 8769 Arctictern   | 2181 T-2     | 29 tháng 9 năm 1973  | Palomar           | C. J. van Houten, I. van Houten-Groeneveld, T. Gehrels |
| 8770 Totanus      | 3076 T-2     | 30 tháng 9 năm 1973  | Palomar           | C. J. van Houten, I. van Houten-Groeneveld, T. Gehrels |
| 8771 Biarmicus    | 3187 T-2     | 30 tháng 9 năm 1973  | Palomar           | C. J. van Houten, I. van Houten-Groeneveld, T. Gehrels |
| 8772 Minutus      | 4254 T-2     | 29 tháng 9 năm 1973  | Palomar           | C. J. van Houten, I. van Houten-Groeneveld, T. Gehrels |
| 8773 Torquilla    | 5006 T-2     | 25 tháng 9 năm 1973  | Palomar           | C. J. van Houten, I. van Houten-Groeneveld, T. Gehrels |
| 8774 Viridis      | 5162 T-2     | 25 tháng 9 năm 1973  | Palomar           | C. J. van Houten, I. van Houten-Groeneveld, T. Gehrels |
| 8775 Cristata     | 5490 T-2     | 30 tháng 9 năm 1973  | Palomar           | C. J. van Houten, I. van Houten-Groeneveld, T. Gehrels |
| 8776 Campestris   | 2287 T-3     | 16 tháng 10 năm 1977 | Palomar           | C. J. van Houten, I. van Houten-Groeneveld, T. Gehrels |
| 8777 Torquata     | 5016 T-3     | 16 tháng 10 năm 1977 | Palomar           | C. J. van Houten, I. van Houten-Groeneveld, T. Gehrels |
| 8778 -            | 1931 TD3     | 10 tháng 10 năm 1931 | Flagstaff         | C. W. Tombaugh                                         |
| 8779 -            | 1971 UH1     | 16 tháng 10 năm 1971 | Hamburg-Bergedorf | L. Kohoutek                                            |
| 8780 Forte        | 1975 LT      | 13 tháng 6 năm 1975  | El Leoncito       | M. R. Cesco                                            |
| 8781 Yurka        | 1976 GA2     | 1 tháng 4 năm 1976   | Nauchnij          | N. S. Chernykh                                         |
| 8782 Bakhrakh     | 1976 UG2     | 16 tháng 10 năm 1976 | Nauchnij          | T. M. Smirnova                                         |
| 8783 Gopasyuk     | 1977 EK1     | 13 tháng 3 năm 1977  | Nauchnij          | N. S. Chernykh                                         |
| 8784              | 1977 RQ19    | 9 tháng 9 năm 1977   | Palomar           | C. M. Olmstead                                         |
| 8785 Boltwood     | 1978 RR1     | 5 tháng 9 năm 1978   | Nauchnij          | N. S. Chernykh                                         |
| 8786 Belskaya     | 1978 RA8     | 2 tháng 9 năm 1978   | La Silla          | C.-I. Lagerkvist                                       |
| 8787 Ignatenko    | 1978 TL4     | 4 tháng 10 năm 1978  | Nauchnij          | T. M. Smirnova                                         |
| 8788 Labeyrie     | 1978 VP2     | 1 tháng 11 năm 1978  | Caussols          | K. Tomita                                              |
| 8789 -            | 1978 VZ7     | 7 tháng 11 năm 1978  | Palomar           | E. F. Helin, S. J. Bus                                 |
| 8790 -            | 1978 VN9     | 7 tháng 11 năm 1978  | Palomar           | E. F. Helin, S. J. Bus                                 |
| 8791 -            | 1978 VG11    | 7 tháng 11 năm 1978  | Palomar           | E. F. Helin, S. J. Bus                                 |
| 8792 -            | 1978 VH11    | 7 tháng 11 năm 1978  | Palomar           | E. F. Helin, S. J. Bus                                 |
| 8793 Thomasmüller | 1979 QX      | 22 tháng 8 năm 1979  | La Silla          | C.-I. Lagerkvist                                       |
| 8794              | 1981 EA7     | 6 tháng 3 năm 1981   | Siding Spring     | S. J. Bus                                              |
| 8795              | 1981 EO9     | 1 tháng 3 năm 1981   | Siding Spring     | S. J. Bus                                              |
| 8796              | 1981 EA12    | 7 tháng 3 năm 1981   | Siding Spring     | S. J. Bus                                              |
| 8797              | 1981 EU18    | 2 tháng 3 năm 1981   | Siding Spring     | S. J. Bus                                              |
| 8798              | 1981 EF24    | 7 tháng 3 năm 1981   | Siding Spring     | S. J. Bus                                              |
| 8799              | 1981 ER25    | 2 tháng 3 năm 1981   | Siding Spring     | S. J. Bus                                              |
| 8800              | 1981 EB26    | 2 tháng 3 năm 1981   | Siding Spring     | S. J. Bus                                              |